# Glimmingehus

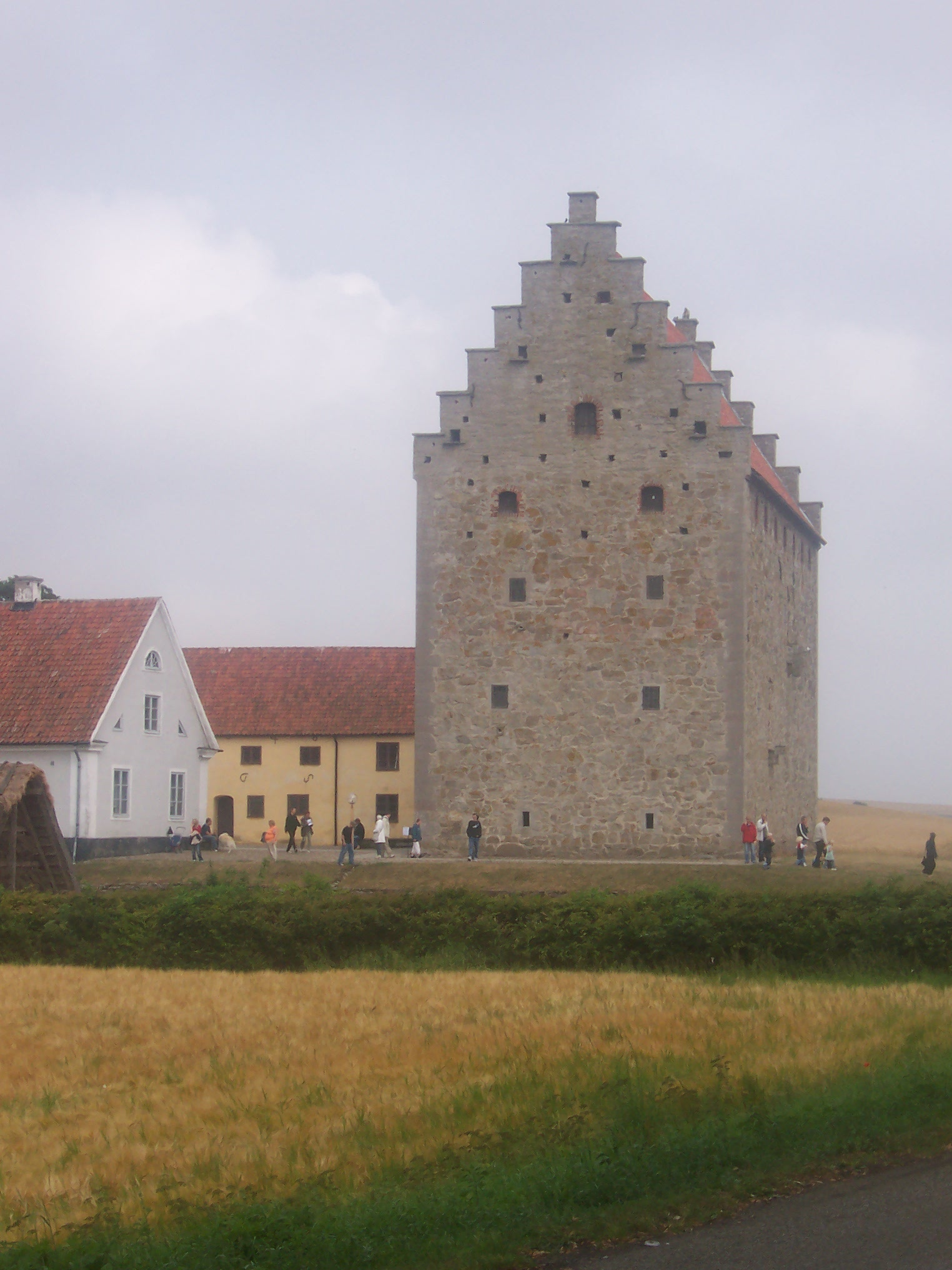
Het Glimmingehus

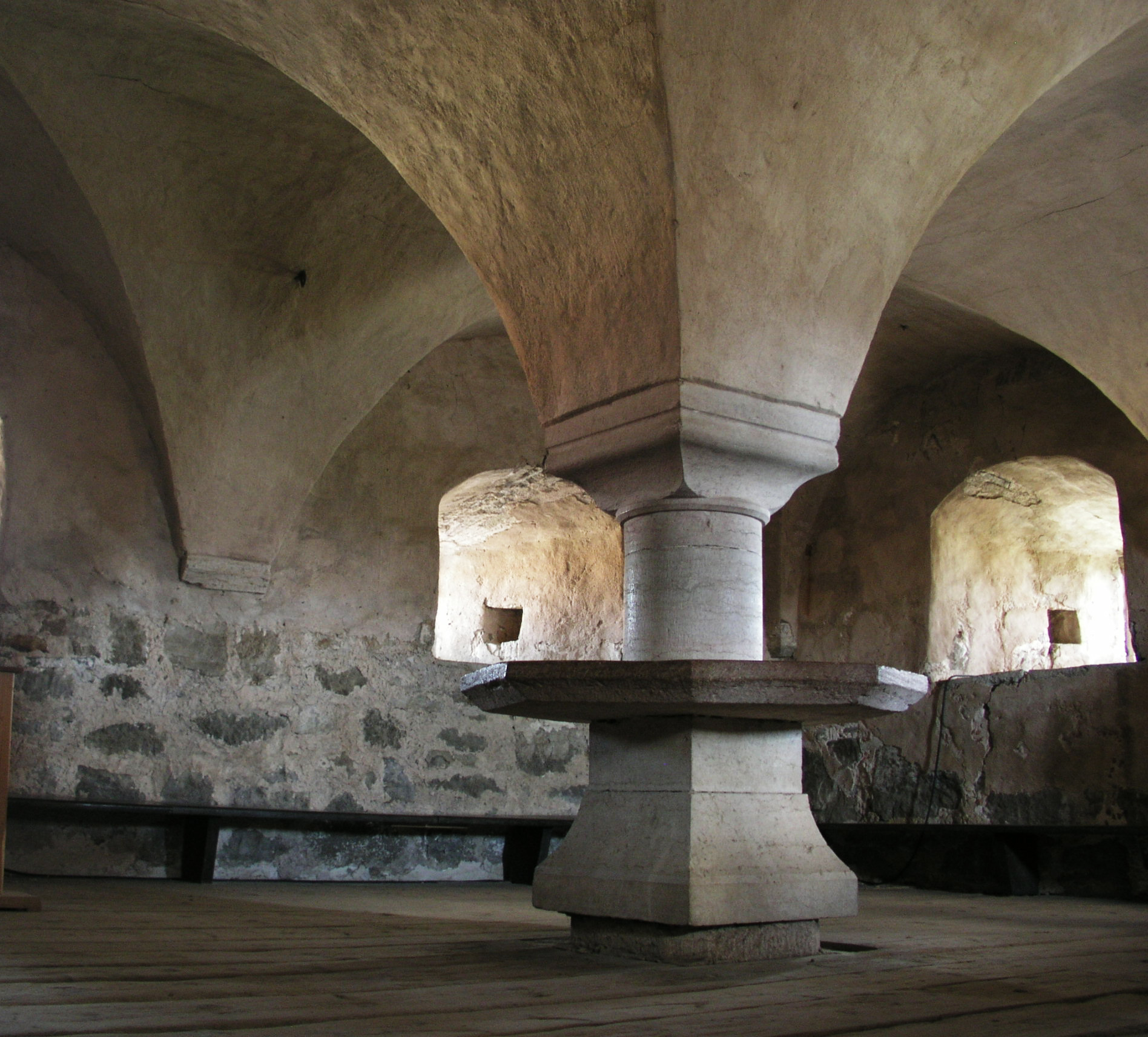
Interieur

Het Glimmingehus is een burcht in de Zweedse gemeente Simrishamn in Skåne län.
Het kasteel is gebouwd door de Deense admiraal Jens Holgerson Ulfstand. In 1499 werd begonnen met bouwen en in 1506 was het klaar. Sinds 1924 is het gebouw als museum ingericht.
Bij het kasteel wordt elk jaar een middeleeuws festival gehouden. In het boek Nils Holgersson beschrijft Selma Lagerlöf het kasteel. Op het bankbiljet van 20 Zweedse kroon is Nils Holgerson te zien die met de ganzen over het Glimmingehus heen vliegt.